# Emilia Calé y Torres
Emilia Calé Torres (La Corunya, 12 de febrer de 1837 - Madrid, 18 de setembre de 1908) va ser una escriptora espanyola.
Era l'única filla de Francisco Calé de Orihuela i d'Inocencia Torres, que morí molt aviat; el seu pare es casà novament i li donà cinc germans. Va començar col·laborant en periòdics gallecs amb la publicació de poemes. El seu matrimoni amb el periodista i funcionari portorriqueny Lorenzo Quintero, el 1862, va fer que hagués de mudar sovint de residència. El 1871 es va establir a Madrid, on va desplegar una àmplia activitat cultural i va col·laborar en diaris espanyols i americans.
A casa seva, al carrer de l'Estrella, es reunia la intel·lectualitat gallega resident a Madrid i hi feia les seves reunions la societat Galícia Literària, de la qual fou fundadora juntament amb el seu cosí Teodosio Vesteiro Torres i Manuel Curros Enríquez, a la qual pertanyien periodistes, juristes, metges i escriptors gallecs com Francisco Añón, Luis Taboada, Victorino i José Novo García, Jesús i Andrés Muruáis, Arturo Vázquez Núñez, Manuel de la Peña Rucabado, entre d'altres, molts dels quals serien promotors del Rexurdimento gallec. El 1875 va tornar a la Corunya.
Va col·laborar amb les publicacions La Familia, El Amigo del Hogar, El Oriente de Asturias, de Llanes, El Progreso de Pontevedra o El Eco de Galicia, entre d'altres. El 1906 va ser nomenada membre corresponent de la Reial Acadèmia Gallega.
Va tenir cinc fills, la més jove dels quals fou la pianista Emilia Quintero i Calé.